# 可可粉
可可粉（英語：Cocoa Powder）是可可饼作为最终产品出售的固体粉末形式，可可饼（英語：Cocoa Solids）是从经过烘烤的可可豆研磨成液态的可可液中提取可可脂后剩余的成分。而被提取出来的可可脂占可可豆重量的50%至57%，赋予巧克力特有的熔化特性。
可可粉含有黄烷醇抗氧化剂，如果将可可进行减酸碱化处理，其含量会减少。可可中的黄酮类化合物对健康有益。

## 物理性质

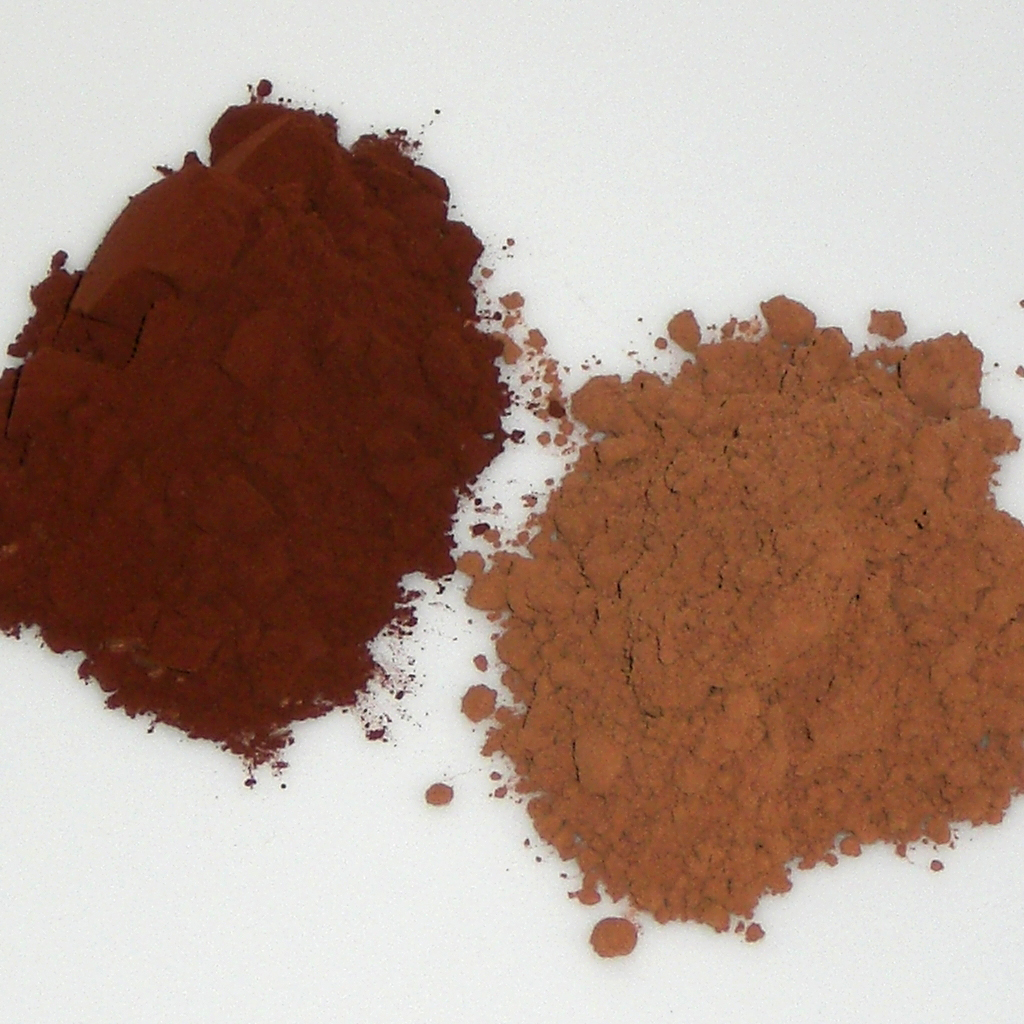
碱化处理后的可可（左）
天然可可（右）

天然可可粉呈浅褐色，pH值为5.3～5.8。经过碱化加工的可可粉颜色较深，为棕红色到接近黑色，pH值为6.8～8.1。碱化后减少了可可的苦味，提高了溶解度，这对可可粉应用于饮料产品发挥了重要作用。上述pH值均在可以安全食用的范围内。

## 营养成分
可可粉含有多种矿物质，包括钙、铜、镁、磷、钾、钠和锌。所有这些矿物质在可可粉中的含量都高于可可脂和巧克力浆。每100克可可粉含有约230毫克咖啡因和2.057克可可碱，而可可豆的其他产品大多不含这些成分。可可粉还含有clovamide (N-caffeoyl-L-DOPA)。

### 黄酮类化合物
可可粉含有丰富的黄酮类化合物，该化合物的含量取决于可可粉的加工和制造过程。碱化会使其黄酮类化合物的含量大大降低。

## 安全性
可可粉可能含有镉。镉是一种有毒的重金属和潜在的致癌物，在一些可可生产地的土壤中发现天然的镉含量很高。2019年1月1日起，欧盟规定了每克可可粉中镉的含量不得超过0.6微克，以及每克可可含量大于等于50%的巧克力中镉的含量不得超过0.8微克。在加拿大，对于一个体重68千克的人，每天摄入天然保健品的镉含量不得超过6微克。虽然美国政府没有对食品或保健品中的镉含量进行限制，但加州规定了每天口服镉的不得超过4. 1微克，并规定每日每份产品的镉含量超过此量的产品必须在外包装上发出警告。